# 独占!サウンドヒーロー
『独占!サウンドヒーロー』（どくせんサウンドヒーロー）は、ニッポン放送が1979年10月8日から1980年4月4日まで毎週月曜日 - 金曜日の20:00 - 21:00に編成していた番組のレーベル枠とそのタイトル。

## 概要
本枠が編成されていた期間はニッポン放送ショウアップナイターのナイターオフ期間。当時ニッポン放送のナイターオフ20時台の枠はナイターオフ期間ごとに日替わりで異なるパーソナリティによる5本の番組を並べる編成をしており、1976年度の「ねらえ!サウンドライフ」から1時間（55分）枠でのこの体制が続いており、本枠はその4年目（「ねらえ!サウンドライフ」は19:30 - 20:30の放送だったが、次年度1977年度からその日替わり番組枠が20:00 - 21:00の枠に移動し、これ以後この枠での日替わり番組枠が定着）。1時間（55分）枠では1982年度の「オジンはバッテン!まるごとヤングミュージック」まで、その後30分枠になってからも1984年度の第9弾「KISS KISS シンドローム」までこの編成が続いた。

## 各番組の概要
曜日ごとにパーソナリティの異なる以下の5本の番組で構成されていた。
月曜「沢田研二のニッサン・サウンドフリーウェー
- 愛の体験、心のふれあいを基調としてはがきを募集していた番組[4]。曲も愛をテーマにしたものを多くかけていた[4]。
- 日産自動車の一社提供[1]。
- 沢田研二は本番組終了後も同じくニッポン放送で1980年4月から土曜午前11:00 - 11:55枠で『沢田研二 愛の贈りもの』のパーソナリティを務めている（1981年4月まで）。

火曜「堀内孝雄のゼロックス・ミュージック・イン・キャンパス」
- ニューミュージックを中心に特集していた番組。「ニューミュージック・ナウ・ヒットチャート」コーナー、期待の新人を紹介するコーナーなどで構成されていた[5][4]。1979年11月27日放送では「あなたが決める'79ニューミュージックベストテン」の企画を行った[5]。
- ゲストはアリス（1979年11月6日）、円広志（1979年11月6日）、浜田省吾（1979年12月11日）、矢沢透（アリス）（1979年12月18日）など[5][6]。
- ゼロックスの一社提供[1]。

水曜「ゴダイゴ・アブラカダブラ」
- 主なコーナーに「ハッピーコール」、「ドレミファパーティ・私のラブソング」など[5]。
- 1980年2月20日と2月27日の2週にわたり、1979年12月19日に日本武道館で行われたゴダイゴコンサートの音源を特集して放送した。
- 上野松坂屋の一社提供[1]。
- ゴダイゴは同じくニッポン放送の、2年後の1981年度の平日ナイターオフ20時台レーベル枠『アイドルスタースペシャル』月曜『とびきりPOP! 愛の1・2・3』でパーソナリティを務めている。

木曜「イルカの青春ミュージックサラダ」
- イルカは『イルカのオールナイトニッポン』以来4年ぶりに東京発のラジオ番組のパーソナリティを担当[5][4]。
- 主なコーナーは以下の通り[4]。
  - 「イルカと音楽界の仲間たち」
  - 「イルカと若者たち」
  - 「若者どうし」
  - 「イルカ郵便局・私書箱青春」（普通のお便りやリスナーからの悩み相談などのコーナー）
    - など。
- ゲスト出演者は以下の通り[5][6]。
  - 南こうせつ （1979年10月25日）
  - タモリ （1979年11月1日）
  - 冨田勲 （1979年11月8日）
  - 神谷明 （1979年11月15日）
  - 榊原郁恵 （1979年11月22日・11月29日）
  - 尾崎亜美 （1979年12月6日）
  - 大場久美子 （1979年12月20日）
  - 沢田聖子 （1980年1月3日）
  - 伊勢正三 （1980年1月10日）
  - 谷村新司 （1980年2月7日）
  - 久保田早紀 （1980年2月14日）
  - 小室等 （1980年2月21日）
  - 花村えい子 （1980年3月13日）
  - 鈴木康博（当時オフコース） （1980年3月20日）
- 小学館の一社提供[1]。
- イルカは本番組終了後も同じくニッポン放送で1980年4月から日曜午前11:00 - 11:30枠で『イルカの青空サンドイッチ』のパーソナリティを務めている（1981年12月27日まで）。

金曜「山口百恵と宇崎竜童のトヨタ・ローリングタウンNo1」
- 山口百恵は1976年度放送『ねらえ!サウンドライフ』水曜「フォーエバー・フォーク」以来、前年度1978年度の『激突!サウンド・フィーバー』月曜「山口百恵のカラフル・ポップコーン」まで3年連続でコンビを組んだ大石悟郎から離れ、この番組では百恵にも多くの楽曲を提供している宇崎竜童とコンビを組んでパーソナリティを務めた。
- ライブ、コンサートやディスコミュージックを特集する「スペシャル・コーナー」が放送されていた[4]。
- トヨタ自動車の一社提供[1]。
- 山口百恵は本番組終了後も同じくニッポン放送で1980年4月から日曜22:00 - 22:30枠で『山口百恵 夢のあとさき』のパーソナリティを務めている（1980年10月5日まで）。なお、この番組は百恵最後のラジオレギュラー番組であった。

## ネット局
- STVラジオ：火〜金 20:00 - 21:00（沢田研二の月曜は放送無し）[5]
- 北日本放送：火〜金 20:00 - 21:00（沢田研二の月曜は放送無し）[3]
- KBS京都：月・水〜金 20:00 - 21:00（堀内孝雄の火曜は放送無し。代わりにこの枠では『さだまさしの全力投球』（文化放送制作）を放送）[6]
- 山口放送：火〜金 20:00 - 21:00（沢田研二の月曜は放送無し）[2]
- 西日本放送：月・水〜金 20:00 - 20:55（堀内孝雄の火曜は放送無し、火曜は『ゴールデン・ワイド』（TBSラジオ制作、JRN系列ネット）の『サブちゃんの演歌街道まっしぐら』を放送。）[7]
他